# Maternidad de Elna
La Maternidad de Elna, también conocida como Maternidad Suiza (en francés Maternité Suisse d'Elne), fue una institución fundada en 1939 por la enfermera suiza Elisabeth Eidenbenz en la comuna francesa de Elna, que permitió el nacimiento de 597 niños cuyas madres, refugiadas de la guerra civil española, se encontraban internadas en campos de concentración del sureste de Francia. También hizo lo propio con 200 más, hijos de mujeres judías perseguidas por el nazismo, durante la Segunda Guerra Mundial. Fue cerrado por la Gestapo en 1944, tras haber ayudado a nacer a 597 bebés.

## Ubicación
Elna es un municipio francés situado en el departamento de Pirineos Orientales, en la región de Languedoc-Rosellón. Tenía 6410 habitantes en 1999. La maternidad se instaló a unos 7 km del Campo de concentración de Argelès-sur-Mer, en un palacete abandonado a las afueras del pueblo, el castillo de Bardou.

## Los refugiados españoles

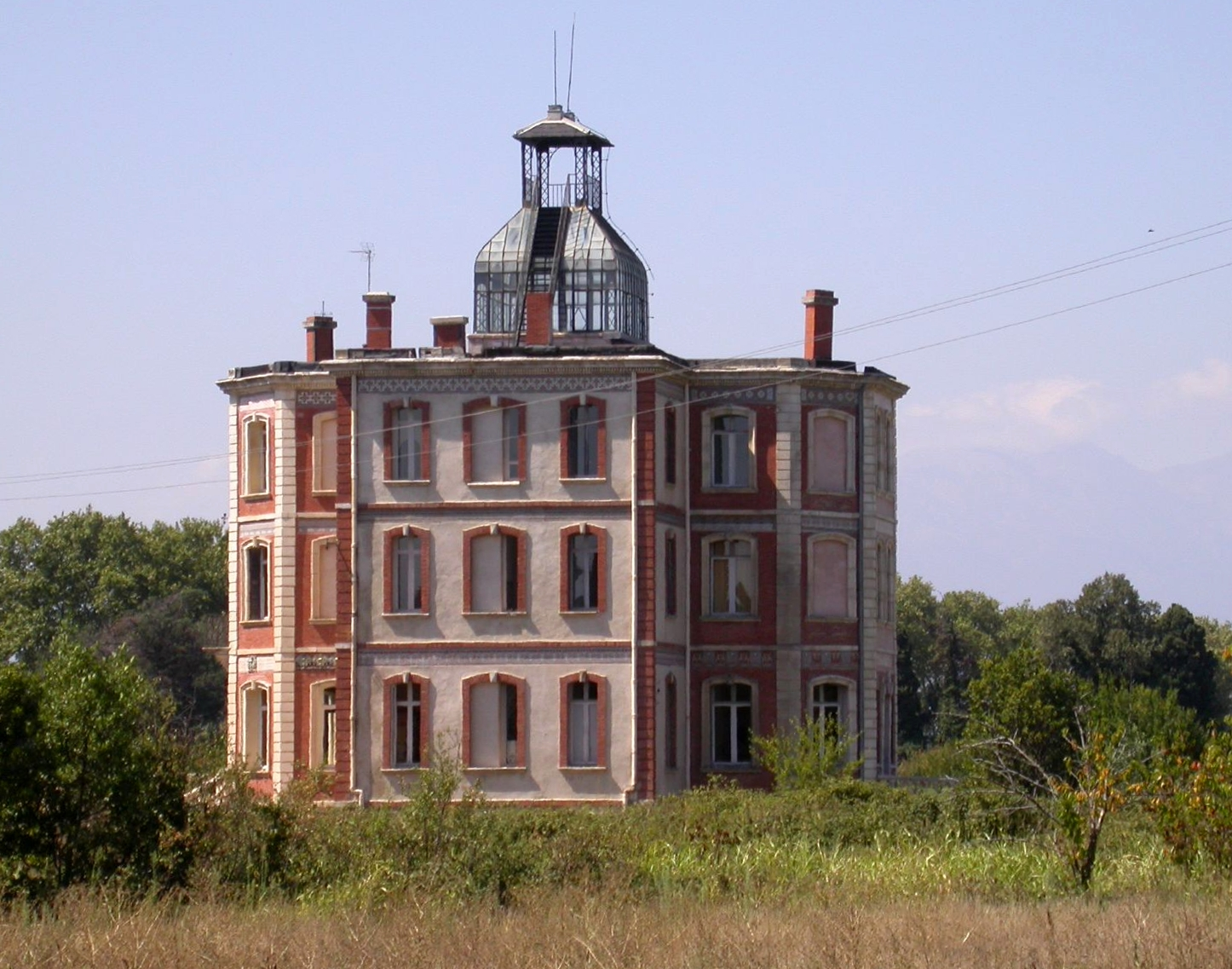
Vista del Château d'En Bardou, donde se ubicó la Maternidad de Elna. Construido en 1900, su restauración costó 30 000 CHF en 1939. En 2004 el ayuntamiento de la localidad lo adquirió para su conservación. La fotografía es de 2005.

Con la caída de Barcelona, último reducto importante republicano, en enero de 1939, se produjo la mayor diáspora en la historia española, cuando medio millón de refugiados buscaron la huida a Francia como única salvación. Ante la presión de la opinión pública internacional, el jefe del gobierno, Édouard Daladier, autorizó el 5 de febrero el paso a territorio francés de los refugiados. La huida se realizó principalmente a través de los pasos fronterizos de Irún, La Junquera, y Portbou, por donde salieron cientos de miles de refugiados, además de los restos del gobierno republicano y de la 130.ª Brigada Mixta del Ejército Popular Español. Hasta el 15 de febrero de 1939 ingresaron oficialmente en el departamento francés de Pirineos Orientales (que entonces contaba con unos 230 000 habitantes), un total de 353 107 personas, sobre todo a pie: familias enteras con todas sus pertenencias que no habían tenido la posibilidad de escapar de otro modo, soldados que habían combatido en el Frente del Ebro y miembros de las Brigadas Internacionales que, por motivos políticos, no podían volver a su país de origen. Cuando las autoridades francesas comprobaron la magnitud del éxodo, la catástrofe humanitaria era ya inevitable; pocas semanas antes del fin de la guerra, el «informe Valière», realizado a petición del Gobierno francés, estimaba, a 9 de marzo de 1939, la presencia de unos 440 000 refugiados en Francia, de los cuales 170 000 eran mujeres, niños y ancianos, 220 000 soldados y milicianos, 40 000 inválidos y 10 000 heridos.
El gobierno francés, impotente ante la situación, decidió conducir a los exiliados de la zona este hacia las playas de  Argelès-sur-Mer, a 35 km de la frontera. Fueron situados sobre la misma playa, y la zona se cercó con alambre de espino. Les custodiaban tropas coloniales, marroquíes y senegaleses, y algunos gendarmes. La situación se tornó caótica: no había campamentos de barracas, letrinas, cocina, enfermería ni siquiera electricidad, y comenzaron a multiplicarse los casos de disentería. Los enfermos y heridos colapsaron los hospitales de la región, y se establecieron dos campos próximos: Saint-Cyprien y Barcarès.
Las condiciones de estos campos hicieron que las posibilidades de supervivencia de un recién nacido fueran prácticamente nulas, además de significar el parto un gran peligro para las madres. La mortalidad de los recién nacidos en los campos franceses superaba el 90 %.

## Elizabeth Eidenbenz

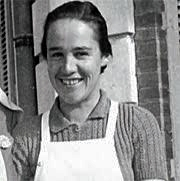
Elisabeth Eidenbenz en 1941.

Elizabeth Eidenbenz era una maestra suiza que llegó a Madrid, con 24 años, el 24 de abril de 1937 como enfermera voluntaria de la Asociación de Ayuda a los Niños de la Guerra para ayudar a madres y niños durante la guerra civil española, formando parte de un envío de ayuda humana y material. Cuando se produjo la caída de la república, se desplazó junto a los refugiados al sureste de Francia, donde la mayoría fueron internados. Allí se dedicó a buscar y recoger a las embarazadas de los campos de internamiento habilitados por los franceses. Gestionó con las autoridades francesas los permisos necesarios y negoció los protocolos de actuación del personal de la maternidad en los campos. Su actuación se desarrolló en el Campo de Argelès-sur-Mer y en los de Saint-Cyprien y Rivesaltes.
En un principio la maternidad se instaló en un edificio de Brouilla, que enseguida se quedó pequeño.

## La maternidad

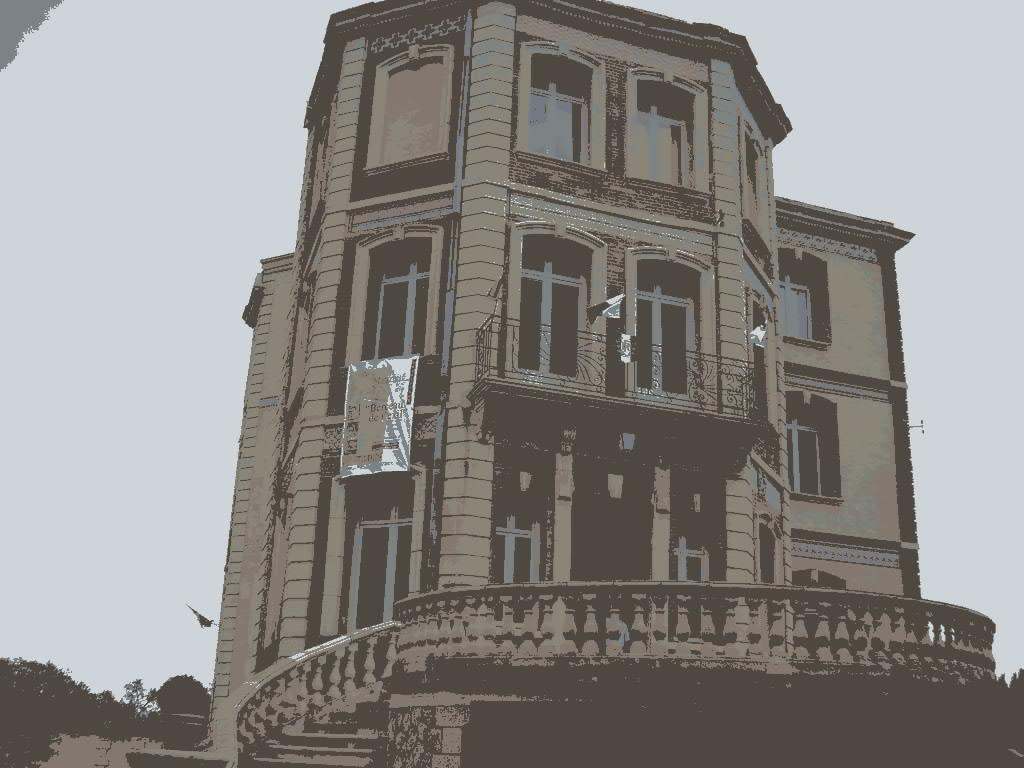
Imagen artística del lateral sur de la Maternidad, donde se encuentra una imponente terraza. El edificio fue adquirido en los años 90 por un artesano vidriero, y en 2004 por el ayuntamiento de la villa.

Después de buscar un lugar idóneo, Elizabeth Eidenbenz logró ubicar la maternidad en un palacete de tres pisos semiabandonado a las afueras de Elne, en la carretera a Montescot: el castillo de Bardou, construido en 1900. Su restauración costó 30 000 francos suizos, que aportó la asociación. El primer niño nació el 7 de diciembre de 1939.
El centro utilizaba para los suministros los corredores sanitarios de la Cruz Roja Internacional. Consistían principalmente en leche condensada y en polvo, chocolate, queso, conservas, harina, azúcar y arroz, además de biberones y medicinas. El resto de material procedía de colectas y ayuda humanitaria. Además, la escuela de enfermería suiza enviaba dos o tres profesionales cada seis meses. Del resto de actividades se ocupaban voluntarias y refugiadas de los campos. Se atendían, de media, 20 partos mensuales.
Disponía de 50 camas, distribuidas por habitaciones de entre cuatro y ocho camas cada una. La mayoría de estas habitaciones habían sido bautizadas con nombres de ciudades españolas: Barcelona, Bilbao, Madrid, Santander, Sevilla y Zaragoza. También había otras con los nombres de Suiza, Polonia, Marruecos y París. El paritorio era una pequeña habitación blanca dotada de una cama, una mesa, un lavabo y un armario para los utensilios de la comadrona.
Debido a las dificultades, la asociación se fusionó con la Cruz Roja en enero de 1942.

## Segunda Guerra Mundial y cierre
Desde el estallido de la Segunda Guerra Mundial, la maternidad comenzó también a acoger a madres judías que huían de la persecución nazi. Unos 200 niños judíos nacieron allí. Los alemanes ocuparon el sur de Francia en noviembre de 1942 y comenzaron su búsqueda para deportarlos a los campos de exterminio. Este afán por ocultar y salvar judíos hizo que la Gestapo realizase frecuentes visitas e inspecciones en la maternidad, ante la oposición de su directora, lo que culminó con el cierre de la maternidad por el ejército alemán, la Pascua de 1944.
El edificio estuvo abandonado hasta que en los años 90 lo adquirió un artesano vidriero con el fin de establecer en él su taller. Allí conoció casualmente en 2001 a Guy Eckstein, de ascendencia judía, que era uno de los niños que había nacido en la maternidad, y que le explicó la historia del edificio, desconocida para él. Juntos decidieron buscar a Elisabeth Eidenbenz, y en 2002, la historia -perdida en el olvido- salió a la luz cuando el ayuntamiento decidió hacerle un homenaje institucional a la antigua enfermera. Desde entonces le han sido entregadas varias distinciones internacionales.
Ese año se colocó en el lugar una placa con la inscripción, en francés:

Este lugar, en el que estuvo la Maternidad Suiza de Elne de 1939 a 1944, vio nacer a 597 niños. Dirigido por Elisabeth Eidenbenz bajo el patrocinio de "Seguridad a los niños de la Cruz Roja suiza".

Las madres, víctimas inocentes de la Retirada y de la Segunda Guerra Mundial, estuvieron internadas en los campos de Argelès, Saint-Cyprien y Rivesaltes.
Elna, 23 de marzo de 2002

El 14 de julio de 2004, el ayuntamiento de la villa, cuyo alcalde, Nicolás García, era nieto de refugiados españoles, anunció la adquisición de la maternidad, con el objeto de conservar su memoria.
Elisabeth Eidenbenz ha sido galardonada con la Medalla de los Justos Entre las Naciones (2002), otorgada por el estado de Israel, la Cruz de Oro de la Orden Civil de la Solidaridad Social (2006), entregada por la Reina Sofía de España, la Cruz de San Jorge (2006), de la Generalidad de Cataluña, y la Legión de Honor (2007), del gobierno francés.

## La maternidad en la literatura y el cine
La historiadora Assumpta Montellà escribió en 2006 el libro La maternidad de Elna. Cuna de los exiliados (originalmente en catalán La maternitat d'Elna. Bressols dels exiliats) para lo cual se desplazó a Austria y conoció personalmente a Elizabeth Eidenbenz.
En 2007 se publica Una cita en Arlés de la escritora María Luisa Prada, una obra de ficción donde se dedica una parte de la obra a explicar como funcionaba la institución. En 2008 se publicó Femmes en exil, meres des camps (Mujeres en el exilio, madres de los campos), de Tristan Castanier i Palau, con el subtítulo Elisabeth Eidenbenz et la maternité suisse d'Elne, originalmente en francés. También en 2008 Editorial Grijalbo publicó Los niños de Elisabeth, una novela de Hélène Legrais que conjuga la ficción con la historia.
El director Manuel Huerga comenzó en 2007 el proyecto de rodaje de la película Las Madres de Elna, basado en el libro de Montellà.
En 2017 Silvia Quer dirige la película para televisión "La luz de Elna" ambientada en los últimos años de la maternidad.
En 2019, la escritora chilena Isabel Allende publica el libro "Largo pétalo de mar", donde incorpora a Elisabeth como uno de sus personajes e introduce hitos de su biografía, como la creación de la Maternidad de Elna, como parte de la novela.